# Феликс и Констанция
Феликс и Констанция (погибли в 68 году) — мученики. День памяти — 19 сентября, 22 сентября.
Святой Феликс, священник, и святая Констанция, матрона, были братом и сестрой из города Нучериа Альфатерна. Они приняли мученическую смерть во времена императора Нерона.